# Con tàu Chiến Thắng
Con tàu Chiến Thắng (tên gốc tiếng Hàn: 승리호, còn được biết đến với tên tiếng Anh: Space Sweepers) là phim điện ảnh không gian của Hàn Quốc năm 2021 do Jo Sung-hee đạo diễn. Bộ phim do Yoon In-beom và Kim Soo-jin đảm nhiệm vai trò sản xuất, dựa trên phần kịch bản do Yoon Seung-min, Yoo-kang Seo-ae và Jo Sung-hee chấp bút. Tác phẩm do Bidangil Pictures và Dexter Studios chịu trách nhiệm sản xuất, với sự tham gia diễn xuất của Song Joong-ki, Kim Tae-ri, Jin Seon-kyu và Yoo Hae-jin. Được coi là bom tấn lấy bối cảnh ngoài không gian đầu tiên của Hàn Quốc, Con tàu Chiến Thắng lấy bối cảnh năm 2092, với nội dung xoay quanh cuộc phiêu lưu của bốn kẻ lạc loài trên tàu Chiến Thắng sau khi vô tình phát hiện ra một bé gái mang trong mình vũ khí hủy diệt hàng loạt.
Jo Sung-hee bắt đầu phát triển phần cốt truyện của tác phẩm từ 10 năm trước thời điểm phim phát hành, sau khi một người bạn nói chuyện với anh về sự nguy hiểm của các mảnh vụn không gian. Quá trình quay phim chính bắt đầu vào ngày 3 tháng 7 năm 2019 và kết thúc vào ngày 2 tháng 11 cùng năm. Sau nhiều lần trì hoãn kế hoạch khởi chiếu do những ảnh hưởng của đại dịch COVID-19, phim chính thức được phát hành vào ngày 5 tháng 2 năm 2021 trên nền tảng phim trực tuyến Netflix. Phim nhận được chín đề cử tại Giải thưởng điện ảnh Rồng Xanh lần thứ 42, trong đó có hạng mục Phim hay nhất.

## Nội dung
Năm 2092, Trái Đất gần như không thể ở được. Tập đoàn UTS xây dựng một nơi lưu trú mới ngoài vũ rụ cho nhân loại mô phỏng hệ sinh thái trên Trái Đất; tuy nhiên, chỉ một số ít người ưu tú được phép lên và trở thành công dân UTS, trong khi những người còn lại trên Trái Đất hít thở không khí ô nhiễm. Phi hành đoàn của tàu Chiến Thắng bao gồm Kim Tae-ho, Tiger Park và người máy Bubs, tất cả đều do thuyền trưởng Jang chỉ huy – họ là những kẻ không phải công dân UTS, chuyên đi thu dọn các mảnh vụn không gian trôi nổi trên quỹ đạo Trái Đất và bán cho nhà máy công ty.
Sau khi nhặt được một chiếc ô tô đang trôi trên quỹ đạo, cả nhóm phát hiện ra Dorothy – một bé gái mang trong mình vũ khí hủy diệt hàng loạt do nhóm khủng bố Black Fox tạo ra – bị mắc kẹt ở bên trong. Họ gọi lại vào số máy gọi nhỡ với tên Kang Hyeon-u từ chiếc điện thoại thông minh trong túi của Dorothy, nghĩ rằng đầu dây bên kia là Black Fox nên đã thương lượng 2 triệu USD để trả lại Dorothy. Tae-ho và Tiger chở Dorothy đến một hộp đêm để lấy tiền chuộc, nhưng bọn lính UTS lại đột nhập và thực hiện thảm sát hộp đêm. Trong lúc này, đôi mắt của Dorothy bỗng thay đổi màu sắc để bảo vệ bộ ba khỏi vụ tấn công bằng một trường lực bao quanh. Jang khi theo dõi nguồn cấp dữ liệu trên tàu đã nhận ra người đàn ông đến đón Dorothy gọi cô là Kot-nim – cái tên được Dorothy thừa nhận là tên tiếng Hàn của cô bé. Trở lại con tàu, Tae-ho đặt một cuộc hẹn khác với Kang Hyeon-u để sắp xếp lại cuộc trao đổi. Bubs trong lúc trang điểm cho Dorothy và kể cho cô ấy nghe về việc Tae-ho đang tìm kiếm đứa con nuôi tên Suni – bé gái đã bị thổi bay vào không gian trong một tai nạn.
Sau đó Dorothy bị một người đàn ông đeo mặt nạ bắt cóc. Tae-ho và Tiger chạy đến cứu cô bé nhưng bị phục kích bởi một nhóm người cũng đeo mặt nạ. Tiger đánh bại cả nhóm và Jang can thiệp, phát hiện ra họ là những người thu gom rác không gian đang làm việc cho Black Fox. Tên thủ lĩnh Karum giải thích rằng Black Fox là một nhóm hoạt động vì môi trường chứ không phải là một tổ chức khủng bố và Kot-nim không phải người máy mà là một con người sinh ra với căn bệnh bẩm sinh. Cha của cô bé, Kang Hyeon-u, đã tiêm cho cô những nanobot được tìm thấy trong các mảnh vỡ không gian để cứu Kot-nim, đồng thời cho cô bé một sức mạnh độc nhất: cô có thể giao tiếp với các nanobot khác để chữa bệnh và bảo vệ. Sullivan đã sử dụng Kot-nim để tạo địa hình cho sao Hỏa. Bây giờ hắn dự định giết Dorothy bằng một vụ nổ vì các nanobot chỉ có thể bị phá hủy bởi nhiệt độ cực cao – vụ nổ này sẽ khiến nhà máy rơi xuống Trái Đất và biến sao Hỏa trở thành nơi sinh sống khả thi duy nhất cho nhân loại. Cả đội cùng với Kot-nim và cha cô bé thực hiện vô hiệu hóa quả bom với sự giúp đỡ của Black Fox. Khi bị bọn lính tấn công, Tae-ho và Kot-nim ẩn nấp trên Chiến Thắng. Họ bước vào một trường mảnh vỡ không gian, nơi các nanobot bắt đầu ăn mòn con tàu. Kot-nim giao tiếp với chúng và các nanobot phân tán. Họ bước vào nhà máy nơi cuộc hẹn với Tiến sĩ Kang đã được lên lịch, và rồi bị phục kích. Bọn lính UTS giết tất cả đội Black Fox và Tiến sĩ Kang trước khi bắt cóc Kot-nim. Sullivan trả cho Tae-ho 4 triệu USD vì đã bỏ rơi Kot-nim. Tae-ho lấy tiền, nhưng những người còn lại quyết định cứu Kot-nim – ngay cả khi điều đó có thể giết họ. Tae-ho đưa tiền cho các sĩ quan UTS, và họ giao lại những món đồ cũ của Su-ni – quần áo, bút màu và sách viết.
Sullivan thông báo về việc thuộc địa hoá Sao Hỏa. Kot-nim bị mắc kẹt vào quả bom, nhưng đội đã giải thoát cho cô bé; tuy nhiên, Jang phát hiện ra rằng quả bom không thể bị gỡ bỏ, và nó sẽ phá hủy bất kỳ nanobot nào trong phạm vi 5.000 km. Cách duy nhất để cứu các nanobot của Kot-nim và mạng sống của cô bé là để cô bé ở ngoài tầm phá huỷ của bom. Đội bắt đầu bay 5.000 km, nhưng bị gián đoạn bởi bọn lính. Trong khi trận chiến diễn ra ác liệt, người dân trên Trái Đất và các thuộc địa của UTS bị sốc khi biết mục tiêu thực sự của Sullivan khi họ nghe được đoạn ghi âm hắn kể lại kế hoạch của mình. Tàu Chiến Thắng bị chặn bởi chính Sullivan – kẻ cố gắng chiến đấu với thủy thủ đoàn để lấy lại Kot-nim. Khi có vẻ như họ đã thua trận, Tiger và Tae-ho đã cố gắng thực hiện một cú hích cuối cùng để đưa con tàu ra khỏi phạm vi vụ nổ. Phi hành đoàn tiết lộ rằng Kot-nim đã được bỏ lại phía sau an toàn cùng với những người dọn rác không gian khác. Tàu Chiến Thắng đã gỡ quả bom ra khỏi lõi và mang đi, sẵn sàng hy sinh tính mạng để cứu Trái Đất và Kot-nim. Quả bom phát nổ, nhưng Kot-nim triệu tập các nanobot để bảo vệ Chiến Thắng, cứu sống cả thủy thủ đoàn. Hậu quả của trận chiến, với việc Giám đốc điều hành UTS đã chết, tập đoàn công khai xin lỗi vì đã che đậy các mục tiêu thực sự và hứa sẽ giúp Trái Đất trở nên dễ sinh sống hơn. Kot-nim được phi hành đoàn nhận nuôi và sử dụng sức mạnh của mình để giúp Tae-Ho nói lời tạm biệt với Su-ni; người máy Bubs được ghép da, Tiger và Tae-Ho đưa Kot-nim xuống Trái Đất để giúp trồng cây và tất cả họ đều tiếp tục công việc dọn rác không gian của mình.

## Diễn viên
- Song Joong-ki vai Kim Tae-ho
- Kim Tae-ri vai Captain Jang / Jang Hyun-sook
- Jin Seon-kyu vai Tiger Park / Park Kyung-soo
- Yoo Hae-jin vai Người máy Bubs
- Richard Armitage vai James Sullivan
- Kim Mu-yeol vai Kang Hyeon-u
- Park Ye-rin vai Dorothy / Kang Kot-nim
- Oh Ji-yul vai Kim Su-ni
- Anupam Tripathi vai Trợ lý của Sullivan
- Kim Hyang-gi vai Cơ thể mới của Bubs
- Christian Lagahit vai Quản lý nhà hàng

## Chủ đề
Con tàu Chiến Thắng có chủ đề phê phán chủ nghĩa tư bản. Quá trình thuộc địa hoá Sao Hỏa trong phim được so sánh với các tỷ phú đang chuẩn bị cho ngày tận thế. Avery Kaplan của ComicsBeat nhận xét rằng "trong khi chủ nghĩa tư bản có thể khiến các thành viên của tàu Chiến Thắng tranh cãi kịch liệt, nó lại không thể xóa bỏ hoàn toàn phẩm chất nội tại của họ" và chỉ ra rằng cốt truyện của nhân vật Bubs đã thể hiện những rào cản đối với dịch vụ chăm sóc sức khỏe chuyển giới tồn tại dưới chủ nghĩa tư bản. Kambole Campbell của Polygon nhận định rằng "một trong những yếu tố nổi bật nhất của phim là sự đa văn hóa đầy giản dị của nó. Các nhân vật từ các quốc gia có lẽ đã bị giải thể lại nói chuyện với nhau bằng những ngôn ngữ mẹ đẻ của họ, trong khi tiếng Anh chủ yếu xuất hiện như ngôn ngữ của phe quyền lực và lũ da trắng phản diện."

## Sản xuất
Tựa đề của phim khi còn đang trong quá trình sản xuất là Lightning Arc (tiếng Hàn: 번개호; Romaja: Beongaeho). Jo Sung-hee bắt đầu phát triển phần cốt truyện của tác phẩm từ 10 năm trước thời điểm phim phát hành, sau khi một người bạn nói chuyện với anh về sự nguy hiểm của các mảnh vụn không gian. Anh cho biết: "Nó bắt đầu với ý tưởng về việc những người du hành vũ trụ thu thập rác trong không gian. Tôi đã nghe nói về việc những mảnh vỡ không gian chuyển động nhanh này đang ngày một nhiều và chúng tạo ra những vụ va chạm trong không gian như thế nào. Tôi nhận ra rằng chủ đề này đã được xử lý trong phim hoạt hình và trò chơi, nhưng chưa bao giờ có trên phim ảnh. Tôi bắt đầu viết kịch bản và tự hỏi làm thế nào người Hàn Quốc, những người sở hữu một tâm hồn ngoan cường, sẽ tiếp cận vấn đề này."
Vào tháng 6 năm 2018, có thông tin rằng Song Joong-ki đã đồng ý đóng vai chính trong tác phẩm điện ảnh tiếp theo của Jo Sung-hee, đây là lần hợp tác thứ hai của họ sau Sói (2012). Kim Tae-ri được giao vai thuyền trưởng tàu vũ trụ vào tháng 1 năm 2019, sau đó là Jin Seon-kyu nhận vai vào tháng 4 cùng năm. Toàn bộ dàn diễn viên chính được xác nhận vào tháng 6 năm 2019, với Yoo Hae-jin tham gia diễn xuất dưới hình thức ghi hình chuyển động và lồng tiếng. Nam diễn viên người Anh Richard Armitage cũng tiết lộ qua tài khoản Instagram rằng anh sẽ bắt đầu quá trình quay phim vào tháng 7 năm 2019, và Con tàu Chiến Thắng là bộ phim Hàn Quốc đầu tiên mà anh tham gia.
Tháng 5 năm 2019, công ty giải trí đa quốc gia Trung Quốc Huayi Tencent đã đầu tư 4,2 triệu USD vào dự án. Quá trình quay phim chính bắt đầu vào ngày 3 tháng 7 năm 2019 và kết thúc vào ngày 2 tháng 11 cùng năm. Dexter Studios – công ty hiệu ứng hình ảnh đứng sau sản xuất các bộ phim Thử thách thần chết: Giữa hai thế giới, Đại thảm hoạ núi Baekdu và Địa Cầu lưu lạc – đã được thuê về thực hiện phần kỹ xảo cho Con tàu Chiến Thắng.

## Phát hành
Tháng 6 năm 2020, các nguồn tin cho biết kế hoạch công chiếu Con tàu Chiến Thắng trong kỳ nghỉ lễ Chuseok đã bị hoãn lại do những ảnh hưởng của đại dịch COVID-19. Tháng 8 năm 2020, công tác phát hành một lần nữa bị trì hoãn do sự gia tăng số ca nhiễm COVID-19 ở Hàn Quốc. Tháng 11 năm 2020, nhiều nguồn tin cho biết tác phẩm sẽ được phát hành độc quyền trên nền tảng xem phim trực tuyến Netflix. Con tàu Chiến Thắng chính thức được phát hành vào ngày 5 tháng 2 năm 2021. Tác phẩm được coi là bom tấn lấy bối cảnh ngoài không gian đầu tiên của Hàn Quốc.

## Đón nhận

### Lượt xem trực tuyến
Con tàu Chiến Thắng đã ra mắt ở vị trí số 1 trong danh sách xem nhiều nhất của Netflix tại ít nhất 16 quốc gia bao gồm Pháp, Malaysia, Croatia, Hàn Quốc và Philippines. Bộ phim cũng thống trị bảng xếp hạng top 10 hàng ngày của Netflix tại 80 quốc gia khi mới phát hành, cũng như thu hút hơn 26 triệu lượt xem hộ gia đình trên nền tảng này trong 28 ngày đầu ra mắt.

### Đánh giá chuyên môn
Trên hệ thống tổng hợp kết quả đánh giá Rotten Tomatoes, phim nhận được 69% lượng đồng thuận dựa theo 26 bài đánh giá, với điểm trung bình là 6,7/10. Các chuyên gia của trang web nhất trí rằng, "Về mặt cốt truyện, Con tàu Chiến Thắng không đậm tính phiêu lưu như các những nhân vật chính lèo lái các vì sao – nhưng với bộ nhân vật có liên kết cùng phần kỹ xảo ấn tượng đã giúp tác phẩm không bị trôi ra khỏi quỹ đạo." Trên trang Metacritic, bộ phim đạt số điểm 64 trên 100, dựa trên 4 nhận xét, chủ yếu là những nhận xét tích cực.
Zaki Hasan của IGN bình luận rằng "ngay cả khi [bộ phim] là sự kết hợp của nhiều thể loại khoa học viễn tưởng quen thuộc, thì [những thể loại ấy] đã được tập hợp lại bằng lòng quả cảm và niềm đam mê, đủ để giảm bớt bất kỳ sự đa nghi nào [...]." Dais Johnston của Inverse bình luận rằng Con tàu Chiến Thắng "chứng minh rằng ván cược lớn của Netflix vào khán giả quốc tế đã được đền đáp." Gavia Baker-Whitelaw của The Daily Dot đã so sánh tác phẩm với Cowboy Bebop và Vệ binh dải Ngân Hà và cho rằng bộ phim sở hữu phần nội dung "khó mang tính đột phá" nhưng vẫn "luôn có điều gì đó thú vị khi thưởng thức [nó] trên màn ảnh rộng", đồng thời ca ngợi tính đa văn hoá của các nhân vật khi nhận định bộ phim "mang lại cảm giác quốc tế hơn nhiều so với hầu hết những bộ phim bom tấn Hollywood." Karen Han của Slate thì nhìn nhận bộ phim là "một trong những bộ sử thi không gian hiếm hoi không đưa tiếng Anh trở thành một ngôn ngữ chung" và khen ngợi tuyến truyện của nhân vật Bubs "giống như một bước nhỏ đại diện cho người chuyển giới,  và có thể nói là một bước lớn trong việc thực hiện phim bom tấn đối với bất kỳ quốc gia nào."

### Giải thưởng
| Năm  | Giải thưởng                                       | Hạng mục                               | Đề cử                                    | Kết quả   | Nguồn         |
| ---- | ------------------------------------------------- | -------------------------------------- | ---------------------------------------- | --------- | ------------- |
| 2021 | Giải thưởng nghệ thuật Baeksang lần thứ 57        | Giải thưởng kỹ thuật                   | Jang Geun-young (mỹ thuật)               | Đề cử     | [ 33 ]        |
| 2021 | Giải thưởng nghệ thuật Baeksang lần thứ 57        | Giải thưởng kỹ thuật                   | Jeong Seong-jin, Jong Chol-min (kỹ xảo)  | Đoạt giải | [ 33 ]        |
| 2021 | Giải thưởng nghệ thuật điện ảnh Chunsa lần thứ 26 | Nam diễn viên chính xuất sắc nhất      | Song Joong-ki                            | Đoạt giải | [ 34 ] [ 35 ] |
| 2021 | Giải thưởng nghệ thuật điện ảnh Chunsa lần thứ 26 | Đạo diễn xuất sắc nhất                 | Jo Sung-hee                              | Đoạt giải | [ 34 ] [ 35 ] |
| 2021 | Giải thưởng nghệ thuật điện ảnh Chunsa lần thứ 26 | Giải thưởng kỹ thuật                   | Park Dae-hoon, Jeong Seong-jin (kỹ xảo)  | Đề cử     | [ 34 ] [ 35 ] |
| 2021 | Giải thưởng điện ảnh Buil lần thứ 30              | Giải quay phim xuất sắc nhất           | Byun Bong-sun                            | Đề cử     | [ 36 ]        |
| 2021 | Giải thưởng điện ảnh Buil lần thứ 30              | Giải âm nhạc xuất sắc nhất             | Kim Tae-seong                            | Đề cử     | [ 36 ]        |
| 2021 | Giải thưởng điện ảnh Buil lần thứ 30              | Giải nghệ thuật/kỹ thuật xuất sắc nhất | Jeong Seong-jin, Jeong Chol-min (kỹ xảo) | Đoạt giải | [ 37 ]        |
| 2021 | Giải thưởng điện ảnh Buil lần thứ 30              | Star of the year                       | Kim Tae-ri                               | Đề cử     |               |
| 2021 | Giải thưởng điện ảnh Rồng Xanh lần thứ 42         | Phim hay nhất                          | Con tàu Chiến Thắng                      | Đề cử     | [ 38 ] [ 39 ] |
| 2021 | Giải thưởng điện ảnh Rồng Xanh lần thứ 42         | Đạo diễn xuất sắc nhất                 | Jo Sung-hee                              | Đề cử     | [ 38 ] [ 39 ] |
| 2021 | Giải thưởng điện ảnh Rồng Xanh lần thứ 42         | Nam diễn viên chính xuất sắc nhất      | Song Joong-ki                            | Đề cử     | [ 38 ] [ 39 ] |
| 2021 | Giải thưởng điện ảnh Rồng Xanh lần thứ 42         | Giải thưởng ngôi sao đại chúng         | Song Joong-ki                            | Đoạt giải | [ 38 ] [ 39 ] |
| 2021 | Giải thưởng điện ảnh Rồng Xanh lần thứ 42         | Nam diễn viên phụ xuất sắc nhất        | Jin Seon-kyu                             | Đề cử     | [ 38 ] [ 39 ] |
| 2021 | Giải thưởng điện ảnh Rồng Xanh lần thứ 42         | Quay phim xuất sắc nhất                | Byun Bong-sun                            | Đề cử     | [ 38 ] [ 39 ] |
| 2021 | Giải thưởng điện ảnh Rồng Xanh lần thứ 42         | Dựng phim xuất sắc nhất                | Nam Na-young                             | Đề cử     | [ 38 ] [ 39 ] |
| 2021 | Giải thưởng điện ảnh Rồng Xanh lần thứ 42         | Chị đạo nghệ thuật xuất sắc nhất       | Jang Geun-young                          | Đề cử     | [ 38 ] [ 39 ] |
| 2021 | Giải thưởng điện ảnh Rồng Xanh lần thứ 42         | Giải thưởng kỹ thuật                   | Jeong Seong-jin, Jeong Chol-min (kỹ xảo) | Đoạt giải | [ 38 ] [ 39 ] |
| 2021 | Liên hoan phim điện ảnh đại học Hàn Quốc          | Phim điện ảnh của năm                  | Con tàu Chiến Thắng                      | Đoạt giải | [ 40 ]        |

## Phim tiếp nối
Một webtoon dựa trên bộ phim được ra mắt vào ngày 26 tháng 5 năm 2020 trên hai trang Daum và KakaoPage và được phát hành rộng rãi toàn cầu vào ngày 8 tháng 2 năm 2021. Tháng 5 năm 2021, phần phim thứ hai của Con tàu Chiến Thắng được lên kế hoạch sản xuất.